# Eiskeller (Burg)

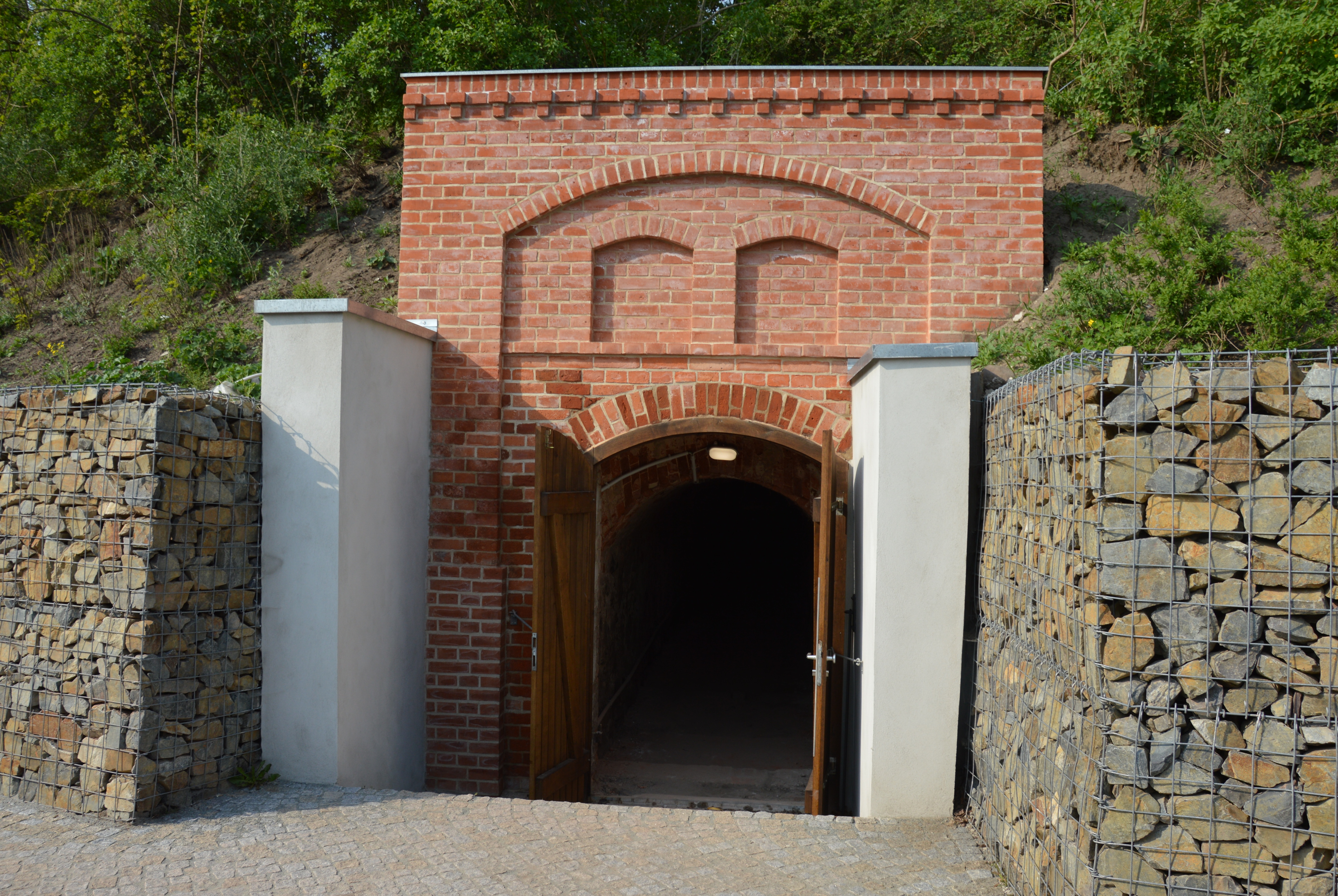
Eingang zum Eiskeller, 2018

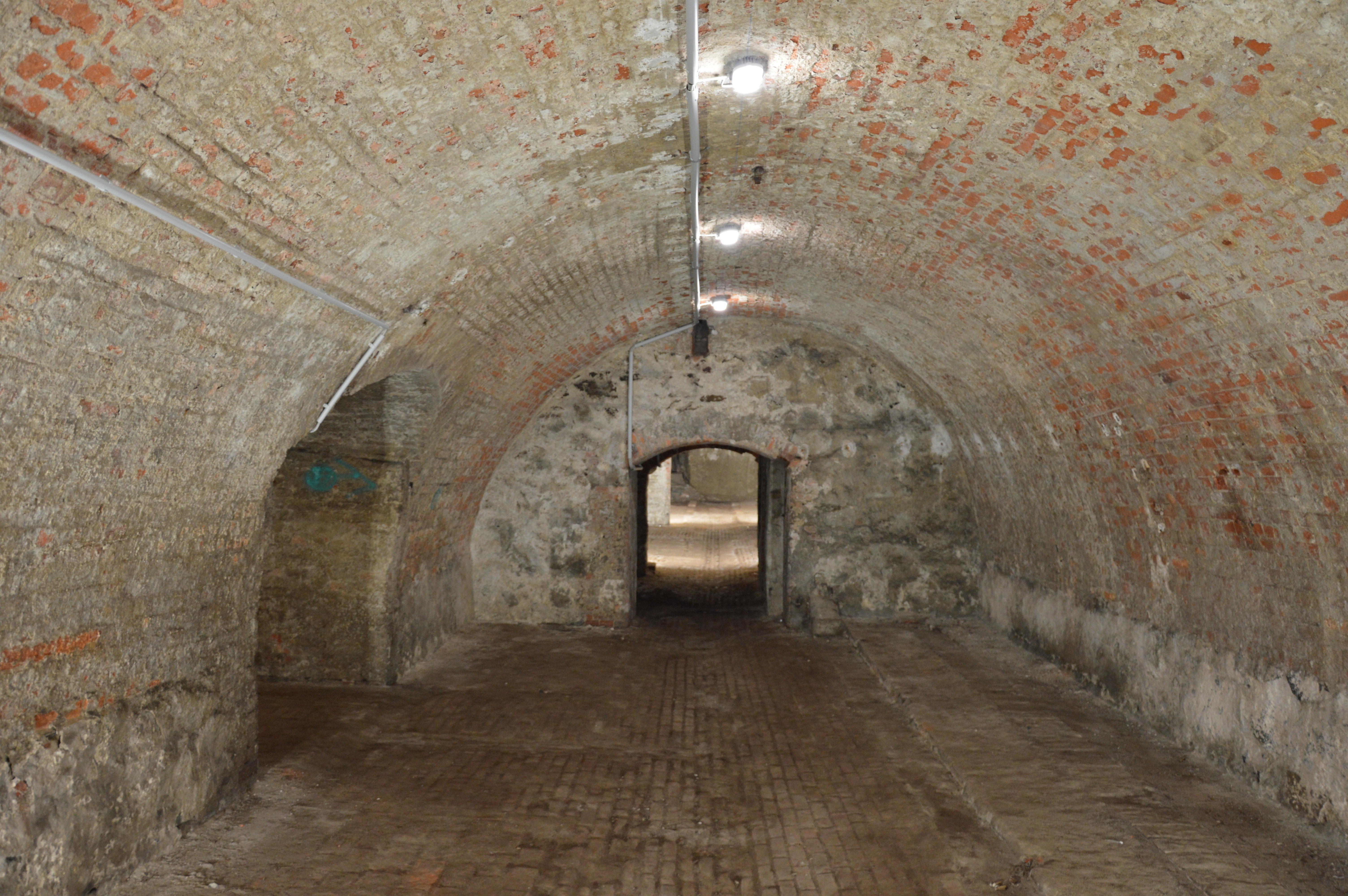
Innen

Der Eiskeller ist ein denkmalgeschützter Keller in Burg (bei Magdeburg) in Sachsen-Anhalt.
Er befindet sich am südlichen Fuß des Weinbergs an der Adresse Bergstraße 8a, Unterm Hagen. Der Eiskeller wurde in Form von Ziegelgewölben in den Berg hinein gebaut und diente ortsansässigen Bierbrauern als kühle Lagerstätte für Bier. Anlässlich der Landesgartenschau Burg (bei Magdeburg) 2018 wurde der Eiskeller saniert und der Öffentlichkeit zugänglich gemacht.
Im örtlichen Denkmalverzeichnis ist er unter der Erfassungsnummer 094 76180 als Baudenkmal verzeichnet.